# I Feel Loved
«I Feel Loved» (en español, Me siento amado) es el trigésimo séptimo disco sencillo del grupo inglés de música electrónica Depeche Mode, el segundo desprendido de su álbum Exciter, publicado en 2001.
I Feel Loved es una canción compuesta por Martin Gore, como lado B aparece la canción Dirt original del grupo The Stooges de Iggy Pop, uno de los pocos covers grabados por Depeche Mode.
En su edición en disco de vinilo apareció sólo en formato de 12 pulgadas.

## Descripción
Para una época en que la música de DM se distinguió por ser meramente electroacústica contra el experimentalismo de los elementos artificiales que prevaleciera en sus primeros años, I Feel Loved fue uno de los regresos de Exciter a la forma de piezas basadas en el sonido sintético, tan sólo incorporando la percusión acústica, y una letra sugerente sin muchas complicaciones alegóricas ni lamentos líricos sino por el contrario apasionada y hasta arrebatada como todas las del álbum.
La base es de dos sintetizadores, sumamente rítmica, sentada sobre una melodía sostenida y más bien grave, apenas aderezada con la constante percusión. La letra es desenfadada y sin profundidad alguna, en cambio la musicalización sobrelleva el tema prácticamente en su totalidad, aunque sin perder el sentido lírico, convirtiéndolo en un representante más o menos tardío de la tendencia bailable de DM, por ser casi sólo electrónico, vertiginoso, sugerente, pero que al mismo tiempo se puede simplemente cantar.
En conjunto de sus elementos, música fuerte y muy electrónica con su simplista letra, pareciera hablar de sentimientos extremos, felicidad por sentirse amado al tiempo que un cierto descaro y cinismo implicado en ello.
Sin embargo lo más característico es el efecto de los sintetizadores, con una base sumamente artificial, rápida y mantenida por tempos largos que lo hacen oír como un canto electrónico desesperado y procaz, mientras el eterno dueto de David Gahan y Martin Gore se sostiene también en su clamor electrificado. De tal modo recuerda temas pasados eminentemente bailables como World in My Eyes y Policy of Truth con los que se empata en tendencia y hechura efectista pero muy rítmica. Como suele hacerse, en su versión como sencillo es ligeramente más corta.

## Formatos

### En CD
| Mute CDBong31 I Feel Loved |                                        |          |  |
| N.º                        | Título                                 | Duración |  |
| 1.                         | «I Feel Loved» (versión sencillo)      | 3:41     |  |
| 2.                         | «Dirt»                                 | 5:00     |  |
| 3.                         | «I Feel Loved» (Extended Instrumental) | 8:28     |  |

| Mute LCDBong31 I Feel Loved |                                                                 |          |  |
| N.º                         | Título                                                          | Duración |  |
| 1.                          | «I Feel Loved» (Danny Tenaglia's Labor of Love Edit)            | 7:59     |  |
| 2.                          | «I Feel Loved» (Thomas Brinkmann Mix)                           | 5:29     |  |
| 3.                          | «I Feel Loved» (Chamber's Remix)                                | 6:16     |  |
| 4.                          | «In the Studio with Mark Bell & Gareth Jones» (corto en video)  | 0:30     |  |
| 5.                          | «First Exciter Photo Shoot with Anton Corbijn» (corto en video) | 0:30     |  |
| 6.                          | «Second Exciter Photo with Anton Corbijn» (corto en video)      | 0:30     |  |
| 7.                          | «At the Video Shoot with Anton Corbijn» (corto en video)        | 0:30     |  |

La sección audiovisual sólo se puede acceder desde computadoras
| Mute RCDBong31 I Feel Loved |                                                            |          |  |
| N.º                         | Título                                                     | Duración |  |
| 1.                          | «I Feel Loved» (Danny Tenaglia's Labor of Love Radio Edit) | 3:10     |  |
| 2.                          | «I Feel Loved» (Danny Tenaglia's Labor of Love Edit)       | 8:00     |  |

| Mute Bong31 I Feel Loved |                                                              |          |  |
| N.º                      | Título                                                       | Duración |  |
| 1.                       | «I Feel Loved» (versión sencillo)                            | 3:40     |  |
| 2.                       | «Dirt»                                                       | 4:59     |  |
| 3.                       | «I Feel Loved» (Extended Instrumental)                       | 8:29     |  |
| 4.                       | «I Feel Loved» (Danny Tenaglia's Labor of Love Edit)         | 7:58     |  |
| 5.                       | «I Feel Loved» (Thomas Brinkman Mix)                         | 5:29     |  |
| 6.                       | «I Feel Loved» (Chamber's Remix)                             | 6:18     |  |
| 7.                       | «I Feel Loved» (Danny Tenaglia's Labor of Love Mix)          | 14:13    |  |
| 8.                       | «I Feel Loved» (Danny Tenaglia's Labor of Love Instrumental) | 13:43    |  |
| 9.                       | «I Feel Loved» (Umek Remix)                                  | 8:11     |  |

Para CD grabable
| Mute I Feel Loved |                                                        |          |  |
| N.º               | Título                                                 | Duración |  |
| 1.                | «I Feel Loved» (7” Edit with Fade)                     |          |  |
| 2.                | «I Feel Loved» (7” Edited TV Track)                    |          |  |
| 3.                | «I Feel Loved» (7” Edited Instrumental)                |          |  |
| 4.                | «I Feel Loved» (7” Edited with Dead Stop)              |          |  |
| 5.                | «I Feel Loved» (7” Edited TV Track with Dead Stop)     |          |  |
| 6.                | «I Feel Loved» (7” Edited Instrumental with Dead Stop) |          |  |
| 7.                | «I Feel Loved» (Full Length version)                   |          |  |
| 8.                | «I Feel Loved» (Full Length Instrumental)              |          |  |
| 9.                | «I Feel Loved» (Full Length TV Track)                  |          |  |
| 10.               | «I Feel Loved» (Full Length with Keys Up)              |          |  |
| 11.               | «I Feel Loved» (Full Length with Keys Down)            |          |  |

Para CD grabable
| Reprise I Feel Loved (The BRAT Mixes) |                                              |          |  |
| N.º                                   | Título                                       | Duración |  |
| 1.                                    | «I Feel Loved» (The BRAT Mix)                | 9:37     |  |
| 2.                                    | «I Feel Loved» (The BRAT Dub)                | 6:57     |  |
| 3.                                    | «I Feel Loved» (The BRAT 7” Mix)             | 3:43     |  |
| 4.                                    | «I Feel Loved» (The BRAT Mix – No “Lullaby”) | 7:31     |  |

Para CD grabable
| Reprise PRO-CDR-100720 I Feel Loved |                                                            |          |  |
| N.º                                 | Título                                                     | Duración |  |
| 1.                                  | «I Feel Loved» (Remix)                                     | 3:42     |  |
| 2.                                  | «I Feel Loved» (Danny Tenaglia's Labor of Love Radio Edit) | 3:12     |  |
| 3.                                  | «I Feel Loved» (Album Edit)                                | 3:40     |  |

Para CD grabable
| Reprise 9 42398-2 I Feel Loved |                                                      |          |  |
| N.º                            | Título                                               | Duración |  |
| 1.                             | «I Feel Loved» (Danny Tenaglia's Labor of Love Edit) | 7:58     |  |
| 2.                             | «I Feel Loved» (Thomas Brinkmann Mix)                | 5:30     |  |
| 3.                             | «I Feel Loved» (Chamber's Remix)                     | 6:18     |  |
| 4.                             | «I Feel Loved» (Extended Instrumental)               | 8:29     |  |
| 5.                             | «Dirt»                                               | 4:58     |  |

| Reprise I Feel Loved |                                                    |          |  |
| N.º                  | Título                                             | Duración |  |
| 1.                   | «I Feel Loved» (Remix)                             | 3:57     |  |
| 2.                   | «I Feel Loved» (Album Edit [alias Single version]) | 3:41     |  |

Promocional
CD doble Reprise  “I Feel Loved” Remix Contest Submissions
| Disco uno |                                        |          |  |
| N.º       | Título                                 | Duración |  |
| 1.        | «I Feel Loved» (DJ Marzo Mix)          | 11:39    |  |
| 2.        | «I Feel Loved» (Inner Bliss Remix)     | 8:35     |  |
| 3.        | «I Feel Loved» (Degraff Remix)         | 8:30     |  |
| 4.        | «I Feel Loved» (BB Remix)              | 8:17     |  |
| 5.        | «I Feel Loved» (Last Temptation Remix) | 6:38     |  |
| 6.        | «I Feel Loved» (DJ Phoenix Remix)      | 9:13     |  |
| 7.        | «I Feel Loved» (Connective Zone Remix) | 7:28     |  |
| 8.        | «I Feel Loved» (Ara Somonian Remix)    | 8:20     |  |
| 9.        | «I Feel Loved» (Heavenly Remix)        | 3:55     |  |

| Disco dos |                                     |          |  |
| N.º       | Título                              | Duración |  |
| 1.        | «I Feel Loved» (Chad Jackson Remix) | 5:09     |  |
| 2.        | «I Feel Loved» (Symbion Remix)      | 7:35     |  |
| 3.        | «I Feel Loved» (Love Fibre Remix)   | 5:06     |  |
| 4.        | «I Feel Loved» (Serge Remix)        | 4:14     |  |

Para CD grabable
| Reprise “I Feel Loved” Sonicfoundry.com Remix Contest Winners |                                     |          |  |
| N.º                                                           | Título                              | Duración |  |
| 1.                                                            | «I Feel Loved» (NYC Remix)          | 9:16     |  |
| 2.                                                            | «I Feel Loved» (Ara Simonian Remix) | 8:20     |  |
| 3.                                                            | «I Feel Loved» (DJ Sweden Remix)    | 7:54     |  |
| 4.                                                            | «I Feel Loved» (DJ Phoenix Remix)   | 9:12     |  |
| 5.                                                            | «I Feel Loved» (Chad Jackson Remix) | 5:07     |  |
| 6.                                                            | «I Feel Loved» (Symbion Remix)      | 7:35     |  |
| 7.                                                            | «I Feel Loved» (Love Fibre Remix)   | 5:03     |  |
| 8.                                                            | «I Feel Loved» (Serge Remix)        | 4:14     |  |
| 9.                                                            | «I Feel Loved» (Butcher Bros. Mix)  | 4:09     |  |
| 10.                                                           | «I Feel Loved» (Remix)              | 3:39     |  |

Para CD grabable

### En disco de vinilo
12 pulgadas Mute 12 Bong31  I Feel Loved
| Lado A |                                                      |          |  |
| N.º    | Título                                               | Duración |  |
| 1.     | «I Feel Loved» (Danny Tenaglia's Labor of Love Edit) | 8:00     |  |

| Lado AA |                                                     |          |  |
| N.º     | Título                                              | Duración |  |
| 1.      | «I Feel Loved» (Danny Tenaglia's Labor of Love Dub) | 11:56    |  |

12 pulgadas Mute P12 Bong31  I Feel Loved
| Lado A |                                                     |          |  |
| N.º    | Título                                              | Duración |  |
| 1.     | «I Feel Loved» (Danny Tenaglia's Labor of Love Mix) | 14:13    |  |

| Lado AA |                                                              |          |  |
| N.º     | Título                                                       | Duración |  |
| 1.      | «I Feel Loved» (Danny Tenaglia's Labor of Love Instrumental) | 13:43    |  |

12 pulgadas Mute L12 Bong31  I Feel Loved
| Lado A |                             |          |  |
| N.º    | Título                      | Duración |  |
| 1.     | «I Feel Loved» (Umek Remix) | 8:31     |  |

| Lado AA |                                       |          |  |
| N.º     | Título                                | Duración |  |
| 1.      | «I Feel Loved» (Thomas Brinkmann Mix) | 5:29     |  |
| 2.      | «I Feel Loved» (Chamber's Remix)      | 6:18     |  |

12 pulgadas Mute PL12 Bong31  I Feel Loved
| Lado A |                                                     |          |  |
| N.º    | Título                                              | Duración |  |
| 1.     | «I Feel Loved» (Danny Tenaglia's Labor of Love Dub) |          |  |

| Lado AA |                                                      |          |  |
| N.º     | Título                                               | Duración |  |
| 1.      | «I Feel Loved» (Desert After Hours Dub)              |          |  |
| 2.      | «I Feel Loved» (Danny Tenaglia's Labor of Love Edit) |          |  |

12 pulgadas Mute PXL12 Bong31  I Feel Loved
| Lado A |                           |          |  |
| N.º    | Título                    | Duración |  |
| 1.     | «I Feel Loved» (Umek Mix) |          |  |

| Lado B |                                         |          |  |
| N.º    | Título                                  | Duración |  |
| 1.     | «I Feel Loved» (Thomas Brinkmann Remix) |          |  |
| 2.     | «I Feel Loved» (Chamber's Remix)        |          |  |

12 pulgadas Reprise PRO-A 100714-A  I Feel Loved
| Lado A |                                                     |          |  |
| N.º    | Título                                              | Duración |  |
| 1.     | «I Feel Loved» (Danny Tenaglia's Labor of Love Mix) | 14:02    |  |

| Lado B |                                        |          |  |
| N.º    | Título                                 | Duración |  |
| 1.     | «I Feel Loved» (Thomas Brinkmann Mix)  | 5:27     |  |
| 2.     | «I Feel Loved» (Extended Instrumental) | 8:27     |  |

12 pulgadas Reprise PRO-A 100720-A  I Feel Loved
| Lado A |                                                     |          |  |
| N.º    | Título                                              | Duración |  |
| 1.     | «I Feel Loved» (Danny Tenaglia's Labor of Love Dub) | 12:10    |  |

| Lado B |                                                            |          |  |
| N.º    | Título                                                     | Duración |  |
| 1.     | «I Feel Loved» (Danny Tenaglia's Labor of Love Edit)       | 7:57     |  |
| 2.     | «I Feel Loved» (Danny Tenaglia's Labor of Love Radio Edit) | 3:17     |  |

12 pulgadas doble Reprise 9 42398-0  I Feel Loved
Disco uno
| Lado A |                                                      |          |  |
| N.º    | Título                                               | Duración |  |
| 1.     | «I Feel Loved» (Danny Tenaglia's Labor of Love Edit) | 7:57     |  |

| Lado B |                                         |          |  |
| N.º    | Título                                  | Duración |  |
| 1.     | «I Feel Loved» (Thomas Brinkmann Remix) | 5:28     |  |
| 2.     | «I Feel Loved» (Chamber's Remix)        | 6:17     |  |

Disco dos
| Lado C |                                                              |          |  |
| N.º    | Título                                                       | Duración |  |
| 1.     | «I Feel Loved» (Danny Tenaglia's Labor of Love Instrumental) | 13:42    |  |

| Lado D |                                        |          |  |
| N.º    | Título                                 | Duración |  |
| 1.     | «I Feel Loved» (Extended Instrumental) | 8:28     |  |
| 2.     | «Dirt»                                 | 4:57     |  |

## Vídeo promocional
«I Feel Loved» fue dirigido por John Hillcoat, quien realizó también los videos de "Freelove" y de "Goodnight Lovers" del mismo álbum.
El vídeo muestra a unos policías en una acalorada ciudad de Los Ángeles, quienes con unos perros buscan algo, ya sea el crimen o el escándalo, al tiempo que DM dentro de un club toca I Feel Loved ante una apretada audiencia transpirando y contoneándose, banda y público. Los agentes del orden entran al club, pero toda la audiencia parece no inmutarse e incluso unas chicas juegan con los perros, y al momento que llegan los perros justo frente a la banda parecen desistir de su empeño o sólo haber hallado lo que buscaban.
El vídeo se incluye en la colección The Best of Depeche Mode Volume 1 de 2006 en su edición DVD y en Video Singles Collection de 2016.

## En directo
El tema sólo estuvo presente durante el correspondiente Exciter Tour, igual que casi todos los temas de Exciter, pero únicamente durante la primera manga del mismo en Norteamérica y algunos conciertos de la segunda manga en Europa, posteriormente desapareció de los directos durante el resto de la gira; el tema se tocaba con la forma tal como aparece en el álbum, sintético, aunque con el acompañamiento de batería acústica en manos de Christian Eigner; incluso para presentaciones televisivas el baterista también asistió a DM estableciéndolo como un grupo más completo en vivo.